# Hrubá Skála
Hrubá Skála (Duits: Groß Skal) is een Tsjechische gemeente in de regio Liberec, en maakt deel uit van het district Semily.
Het ligt zes km ten zuidoosten van Turnov aan deEuropese weg 442 in het Boheems Paradijs.
Hrubá Skála telt 544 inwoners.

## Bestuurlijke indeling
Tot Hrubá Skála gehören de stadsdelen Bohuslav, Borek, Doubravice, Hnanice, Krčkovice, Rokytnice en Želejov.

## Bezienswaardigheden
- Hruboskalsko
- Virtual show

## Geboren in Hrubá Skála
- Alois Lexa von Ährenthal, Oostenrijks politici

Bělá · Benecko · Benešov u Semil · Bozkov · Bradlecká Lhota · Bukovina u Čisté · Bystrá nad Jizerou · Čistá u Horek · Háje nad Jizerou · Holenice · Horka u Staré Paky · Horní Branná · Hrubá Skála · Chuchelna · Jablonec nad Jizerou · Jesenný · Jestřabí v Krkonoších · Jilemnice · Kacanovy · Karlovice · Klokočí · Košťálov · Kruh · Ktová · Levínská Olešnice · Libštát · Lomnice nad Popelkou · Loučky · Martinice v Krkonoších · Mírová pod Kozákovem · Modřišice · Mříčná · Nová Ves nad Popelkou · Ohrazenice · Olešnice · Paseky nad Jizerou · Peřimov · Poniklá · Přepeře · Příkrý · Radostná pod Kozákovem · Rakousy · Rokytnice nad Jizerou · Roprachtice · Rovensko pod Troskami · Roztoky u Jilemnice · Roztoky u Semil · Semily · Slaná · Stružinec · Studenec · Svojek · Syřenov · Tatobity · Troskovice · Turnov · Veselá · Víchová nad Jizerou · Vítkovice · Všeň · Vyskeř · Vysoké nad Jizerou · Záhoří · Žernov